# Kalaycı, Pınarbaşı
Kalaycı là một xã thuộc huyện Pınarbaşı, tỉnh Kastamonu, Thổ Nhĩ Kỳ. Dân số thời điểm năm 2008 là 70 người.